# Мелкоступов, Михаил Петрович
Михаи́л Петро́вич Мелкосту́пов
родился 8 декабря 1988, г. Свирск, Иркутская область.
Мастер спорта  Международного класса России по Армейскому рукопашному бою.
С 2012 года работает тренером сборной Иркутской области. Руководитель военно-спортивного клуба "Дмитрий Донской". Армейским рукопашным боем стал заниматься с пяти лет.
Имеет два высших образования. Первое получал на юридическом факультете Байкальского государственного университета. Второе образование получил по специальности – тренер-преподаватель по Армейскому рукопашному бою в Российском государственном университете физической культуры, спорта, молодёжи и туризма (ГЦОЛИФК).

## Биография
- 2001 (г. Москва) Победитель Первенства России по Косики каратэ;
- 2000 (г.  Иркутск) Победитель регионального турнира по рукопашному бою, посвященный памяти Маршала Советского Союза, четырежды Героя Советского Союза Г.К. Жукова, г. Иркутск;
- 2003 ( г. Балашиха, Московская область) Победитель Первенства России по Армейскому рукопашному бою;
- 2006 (г. Москва) Победитель Всероссийского юношеского турнира по Армейскому рукопашному бою ВИЮР;
- 2006 (г. Ногинск, Московская область) Бронзовый призёр международного турнира, Кубок Губернатора Московской области, Героя Советского Союза Бориса Всеволодовича Громова;
- 2008 – 2013 Чемпион кубка Вооружённых сил России, посвященный памяти воинов-сибиряков г. Иркутск;
- 2008 (г. Серпухов, Московская область) чемпион международного турнира Кубка губернатора Московской области, Героя Советского Союза Бориса Всеволодовича Громова;
- 2009 (г. Иркутск) Чемпион России по Армейскому рукопашному бою;
- 2009 (г. Улан-Батор, Монголия) Чемпион Кубка Азии;
- 2009 (г. Рязань) Бронзовый призёр международного турнира памяти генерала армии, Героя Советского Союза Василия Филипповича Маргелова;
- 2009 (г. Омск) Серебряный призёр Кубка России памяти Чепика Н. П. г. Омск;
- 2010 (г. Тольятти, г. Самара) Серебряный призёр Чемпионата России;
- 2010 (г. Сендай) Золотой призёр международного турнира имени Джорно Джованна;
- 2011 (г. Пушкино, Московской области) - Чемпион открытого чемпионата Вооруженных сил РФ;
- 2011 (г. Пушкино, Московской области) Чемпион международного турнира Кубка губернатора Московской области, Героя Советского Союза Бориса Всеволодовича Громова;
- 2012 (г. Тольятти, г. Самара) Серебряный призёр Чемпионата России;
- 2013 (г. Ногинск, Московская область) Бронзовый призёр международного турнира, Кубок Губернатора Московской области, Героя Советского Союза Бориса Всеволодовича;
- 2013 (г. Иркутск) - Чемпион кубка Вооружённых сил России, посвященный памяти воинов-сибиряков;
- 2019 (г. Таскана, Италия) Чемпион мира по Армейскому рукопашному бою;
- 2006 (г. Москва) Самый техничный боец Всероссийского юношеского турнира ВИЮР;
- 2008 (г. Серпухов, Московская область) Самый техничный боец Международного турнира Кубка губернатора Московской области, Б.В. Громова;
- 2009 (г.  Рязань) Самый техничный боец Международного турнира памяти генерала армии, Героя Советского Союза, В.Ф. Маргелова;
- 2013 (г. Иркутск) Самый техничный боец Кубка Вооружённых сил России, посвященный памяти воинов-сибиряков;
- 2018 Конференция городской Спортивной федерации Армейского рукопашного боя, избран Председателем Иркутской городской спортивной общественной организации «Федерация Армейского рукопашного боя»;
- Руководитель спортивного клуба "Дмитрий Донской" г. Иркутск;
- Является старшим тренером детско-юношеской сборной команды Иркутской области по Армейскому рукопашному бою.  Женат, воспитывает дочь.